# Nagytoronya
Nagytoronya (szlovákul: Veľká Tŕňa) község Szlovákiában, a Kassai kerület Tőketerebesi járásában.

## Fekvése
Tőketerebestől 22 km-re délre, a Kelet-Szlovákiai Alföldön, a Zempléni-hegység délnyugati lábánál, 176 m magasan fekszik.

## Története
1220-ban „Tolna” néven említik először, nemesi falu volt. 1276-ban „Thorona”, 1321-ben „Turuna”, 1336-ban „Toroyna”, 1441-ben  „Nagythoronya” alakban említik. 1321-ben Mics bán birtoka, majd 1330 és 1512 között a sárospataki klarisszáké. 1479-ben a Semseyek, 1481-ben a Czékeyek, 1511-ben a Buttkayak szereznek birtokot a településen. A 17-18. században az Aspermont, a 19. században a Széchy család birtoka. 1715-ben pincészete, 50 lakatlan és 12 lakott háza volt. 1787-ben 111 házában 662 lakos élt.
A 18. század végén Vályi András így ír róla: „Nagy, és Kis Toronya. Két Magyar falu Zemplén Várm. földes Urai Gr. Áspermont, a’ Királyi Kamara, és több Urak, lakosaik katolikusok, és reformátusok, fekszenek Sát. A. Újhelyhez mintegy órányira, N. Bárihoz közel; erdeje, szőleje van, rét nélkűl szűkölködik.”
1828-ban 48 háza és 372 lakosa volt. Lakói mezőgazdasággal és szőlőtermesztéssel foglalkoztak.
Fényes Elek 1851-ben kiadott geográfiai szótárában így ír a faluról: „Nagy-Toronya, magyar-orosz falu, Zemplén vmegyében, az elébbeni helységhez közel: 246 rom., 332 g. kath., 8 evang., 314 ref., 30 zsidó lak. Gör. kath. és ref. templom. Szántóföldje 1215 hold. Szőlőhegye jó asztali bort terem, de már a Hegyaljához nem számittatik. Erdő. Hajdan itt az augustinus szerzeteseknek zárdájuk volt.”
Borovszky Samu monográfiasorozatának Zemplén vármegyét tárgyaló része szerint: „Nagytoronya, Sátoraljaújhely közelében fekszik s 156 háza és 751, túlnyomóan tótajkú s gör. kath. vallású lakosa van. Postája és vasúti állomása Csörgő, távírója Sátoraljaújhely. Első nyomát már 1254-ben találjuk, a mikor Balasey nevű ura bizonyos földeket Simon fiától fisszavásárolt. Egyebekben sorsa mindenben összefügg Kistoronyáéval, a hol erről a községről is megemlékezünk. Birtokviszonyaiban csak annyi az eltérés, hogy 1479-ben a Semseyeknek, 1481-ben a Czékeyeknek és 1511-ben a Buttkayaknak is van benne részük. Most gróf Széchenyi Sándor örököseinek van itt nagyobb birtokuk. A XVII. századbeli pestisnek sok itteni lakosa lett az áldozata. A község határában antraczit és lignit található. Az itteni két templom közül a református a XVII. században s a gör. kath. 1828-ban épült. Ide tartozik a Toronya-fürdő, mely kisebbszerű igényeket elégít ki.”
1920-ig Zemplén vármegye Sátoraljaújhelyi járásához tartozott. 1938 és 1944 között Magyarországhoz csatolták.
Nagytoronya még a 20. század elején is híres volt gyümölcstermesztéséről. Garanyból és Hardicsáról szekérszámra hordták Nagytoronyából a lekvárnak való szilvát, cseresznyét és más gyümölcsöt, hogy aztán Hardicsán kenderre paszulyra, kukoricára cseréljék be azt.
Nagy- és Kistoronyát 1964-ben egyesítették. 1991 óta újra önálló település.

## Népessége
| Év:            | 1994. | 2004.    | 2014.   | 2024.   |
| -------------- | ----- | -------- | ------- | ------- |
| Emberek száma: | 539   | 484      | 457     | 443     |
| Eltérés:       |       | -10,20 % | -5,57 % | -3,06 % |

| Év:            | 2023. | 2024.   |
| -------------- | ----- | ------- |
| Emberek száma: | 448   | 443     |
| Eltérés:       |       | -1,11 % |

1910-ben 762-en, többségében magyarok lakták, jelentős szlovák kisebbséggel.
2001-ben 511 lakosából 493 szlovák volt.
2011-ben 447 lakosából 432 szlovák.

## Nevezetességei
- Református temploma a 13. századi román stílusú templom bővítésével és átépítésével a 17. században épült. 1834-ben empire stílusban építették át.
- Görögkatolikus temploma a 19. század elején épült klasszicista stílusban. Harangtornya a század végén készült.

## Híres emberek
- Itt született Szabó Endre (1849. június 3. – Budapest, 1924. február 4.) költő, író, jeles műfordító, a Petőfi Társaság tagja.

## Képtár

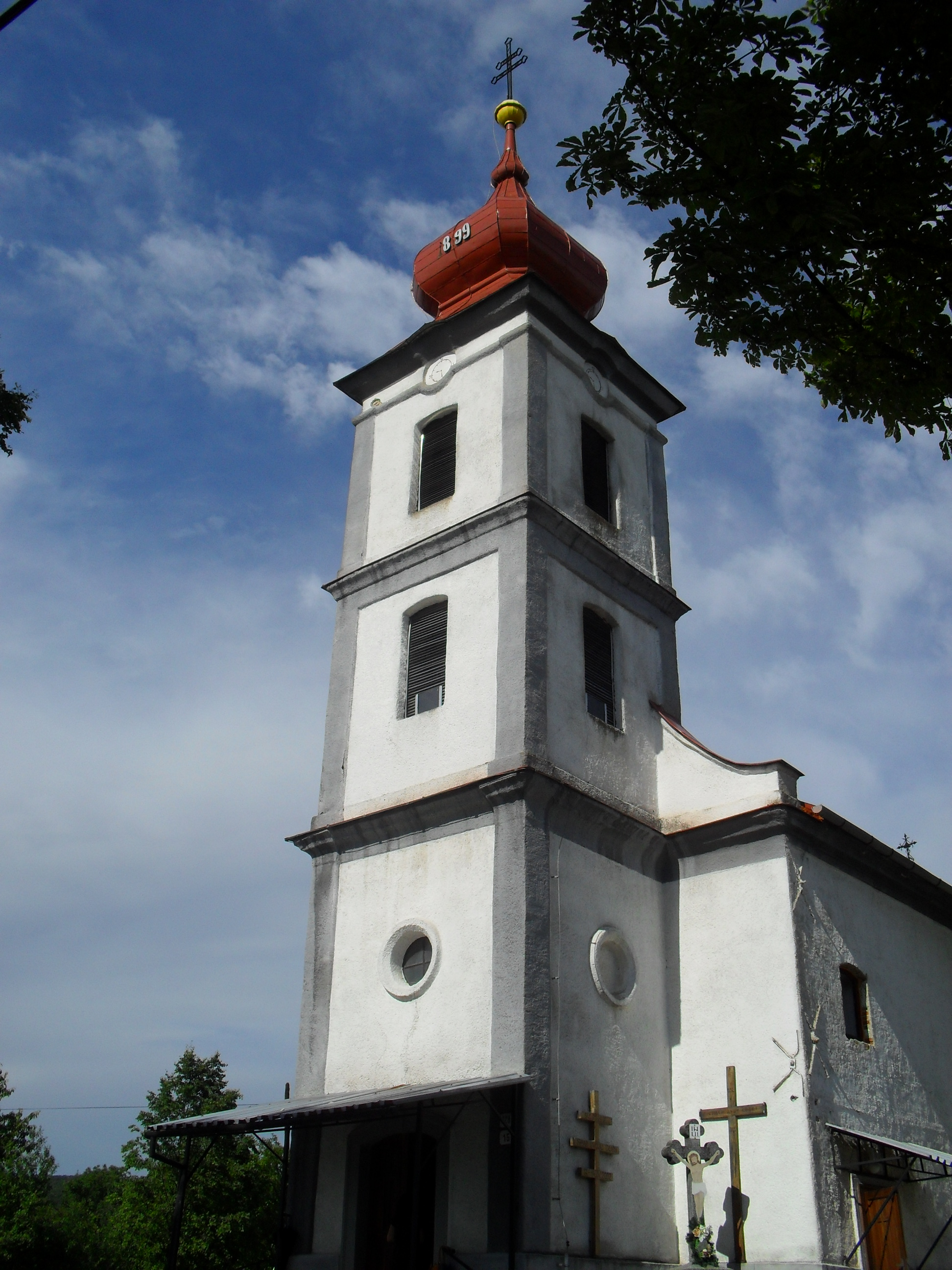
Görögkatolikus templom
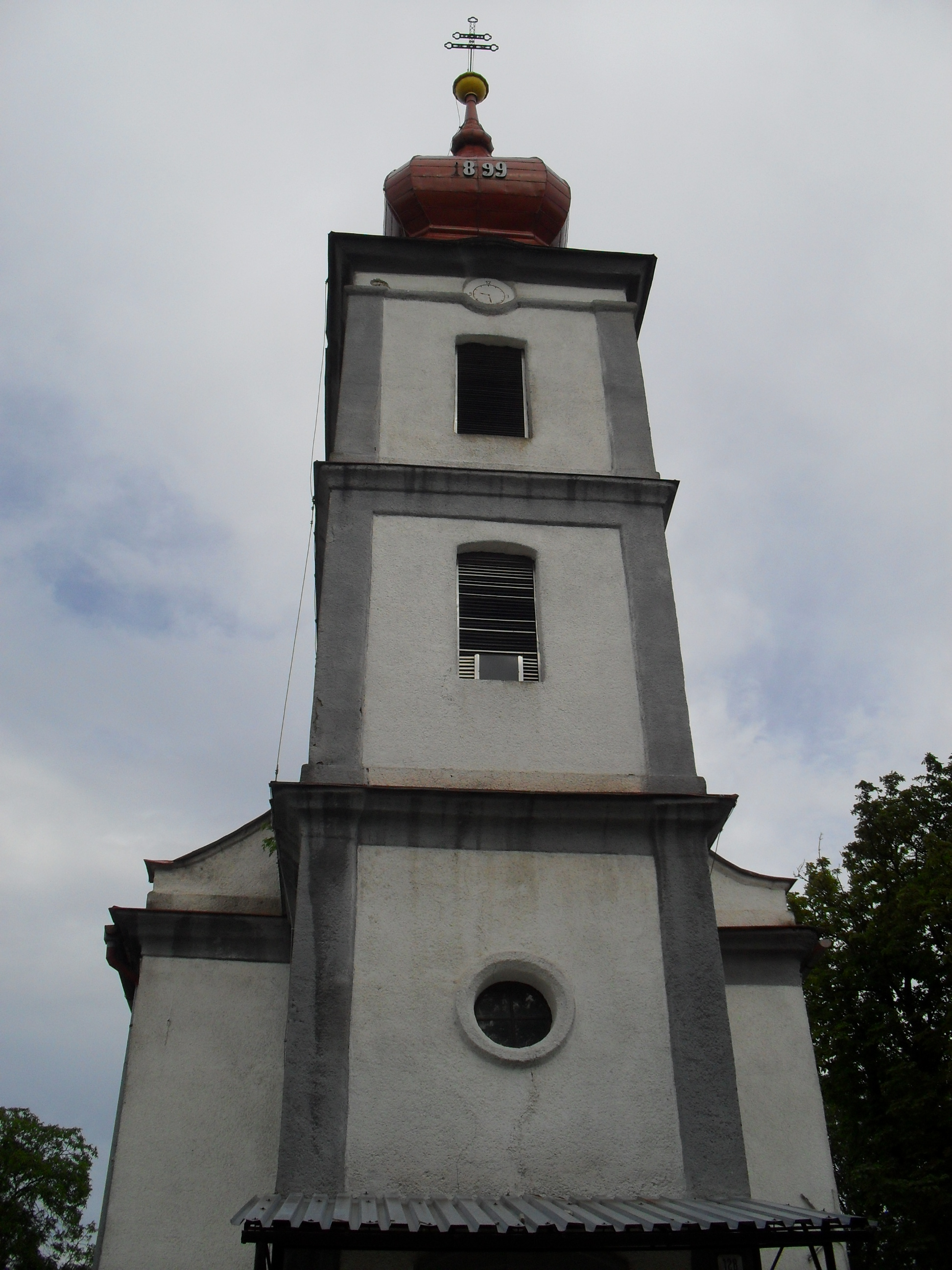
Görögkatolikus templom
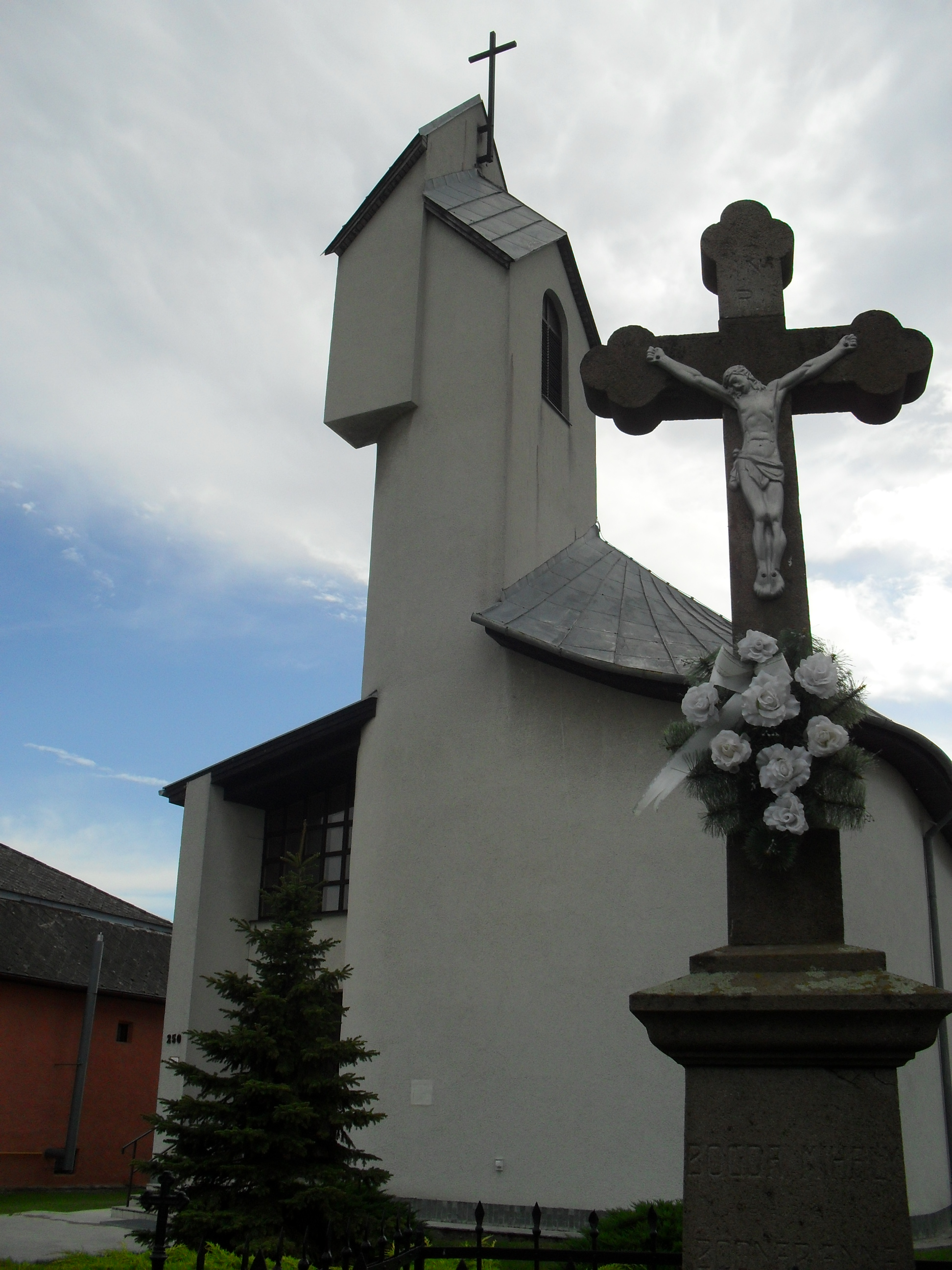
Római katolikus templom
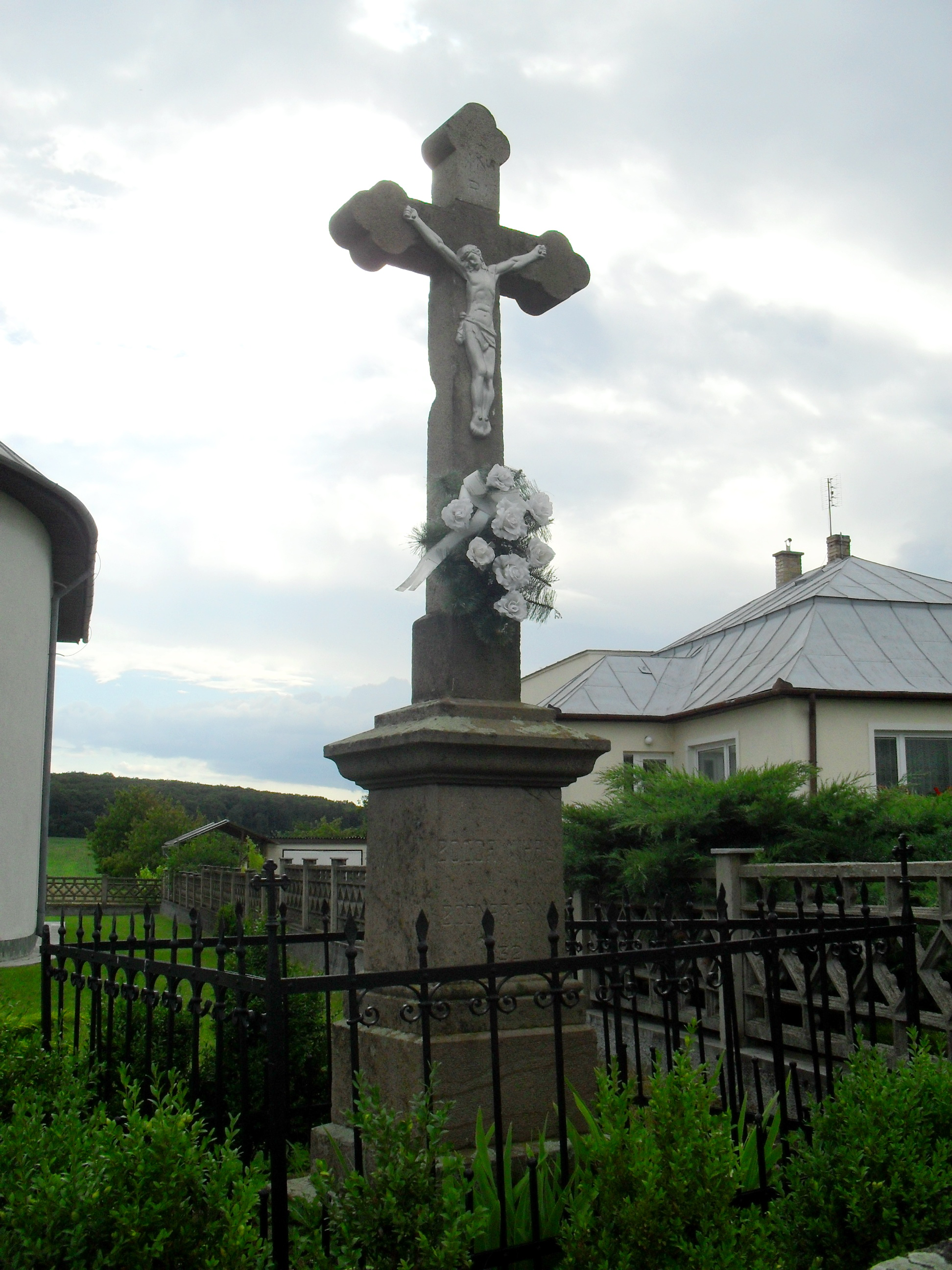
Feszület
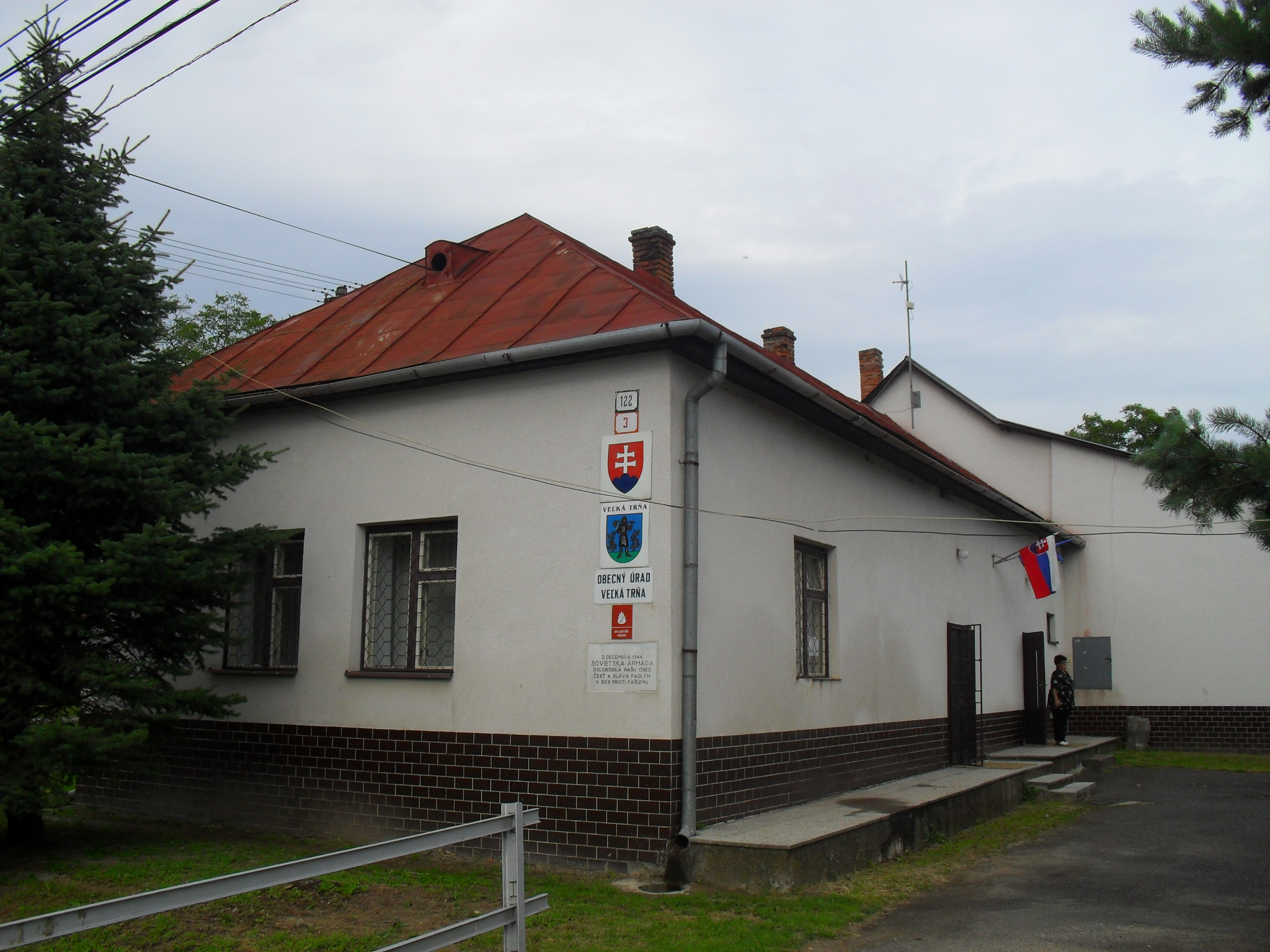
Községi hivatal
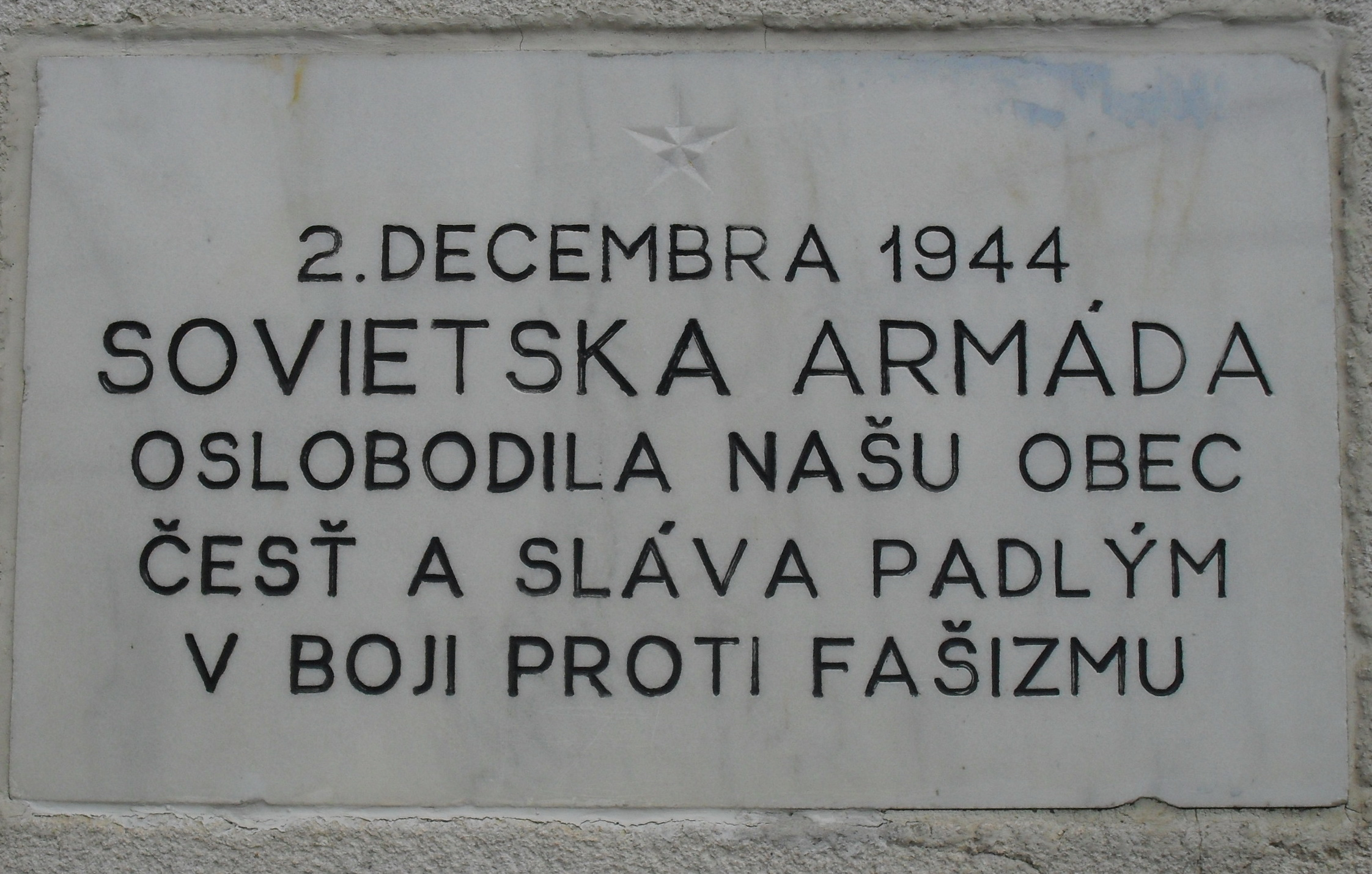
Felszabadulási emléktábla a községi hivatal falán
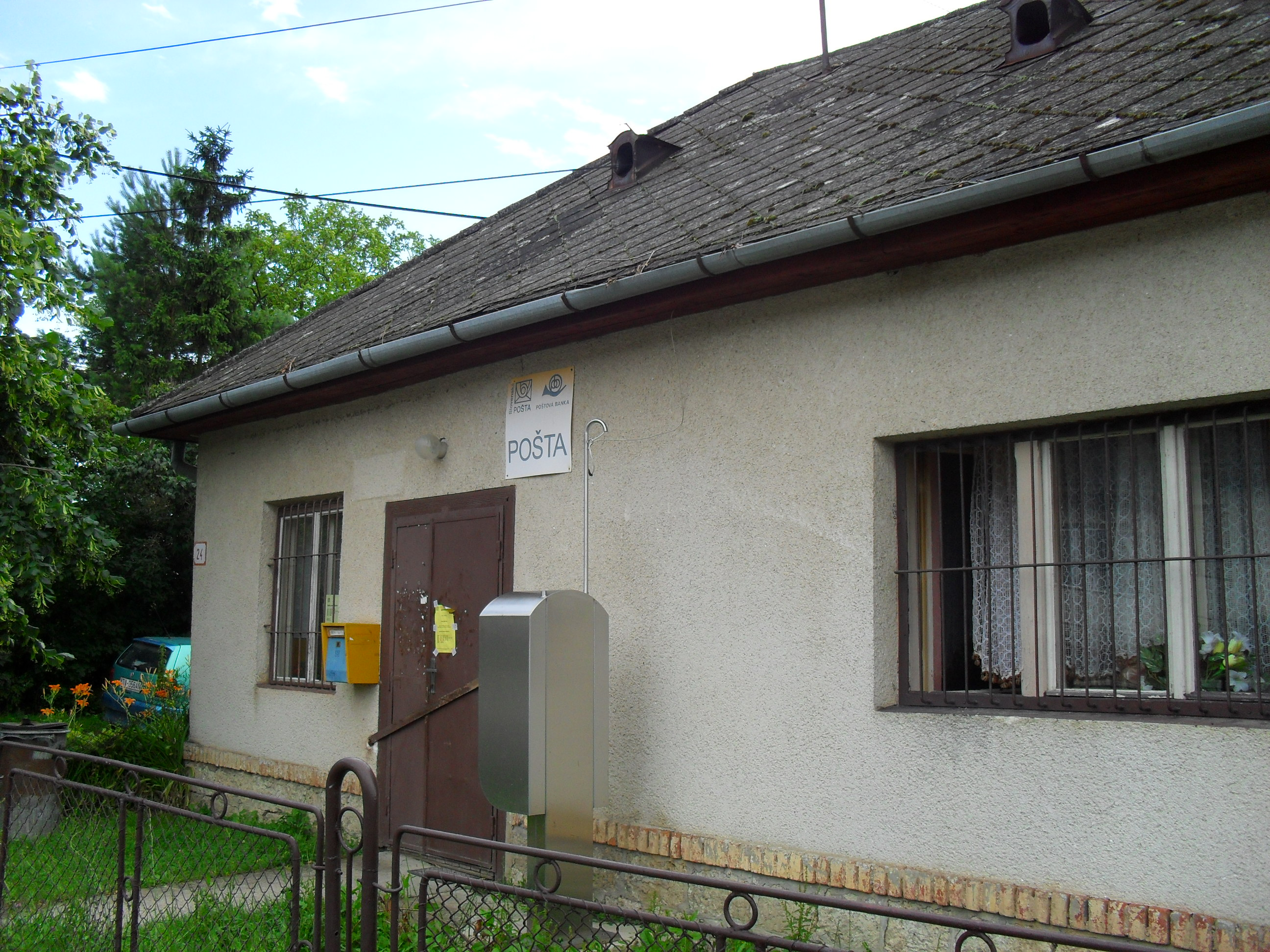
Posta
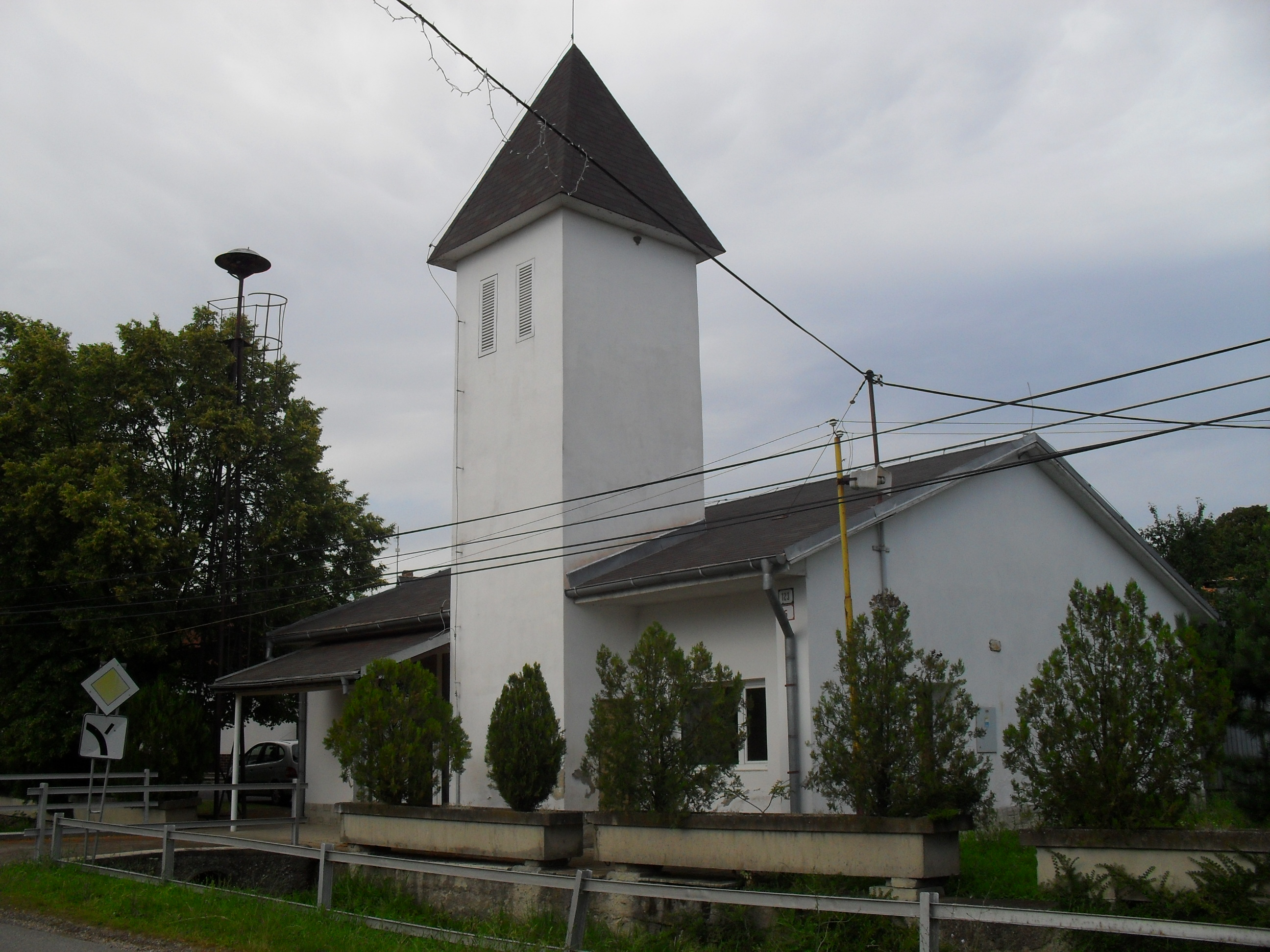
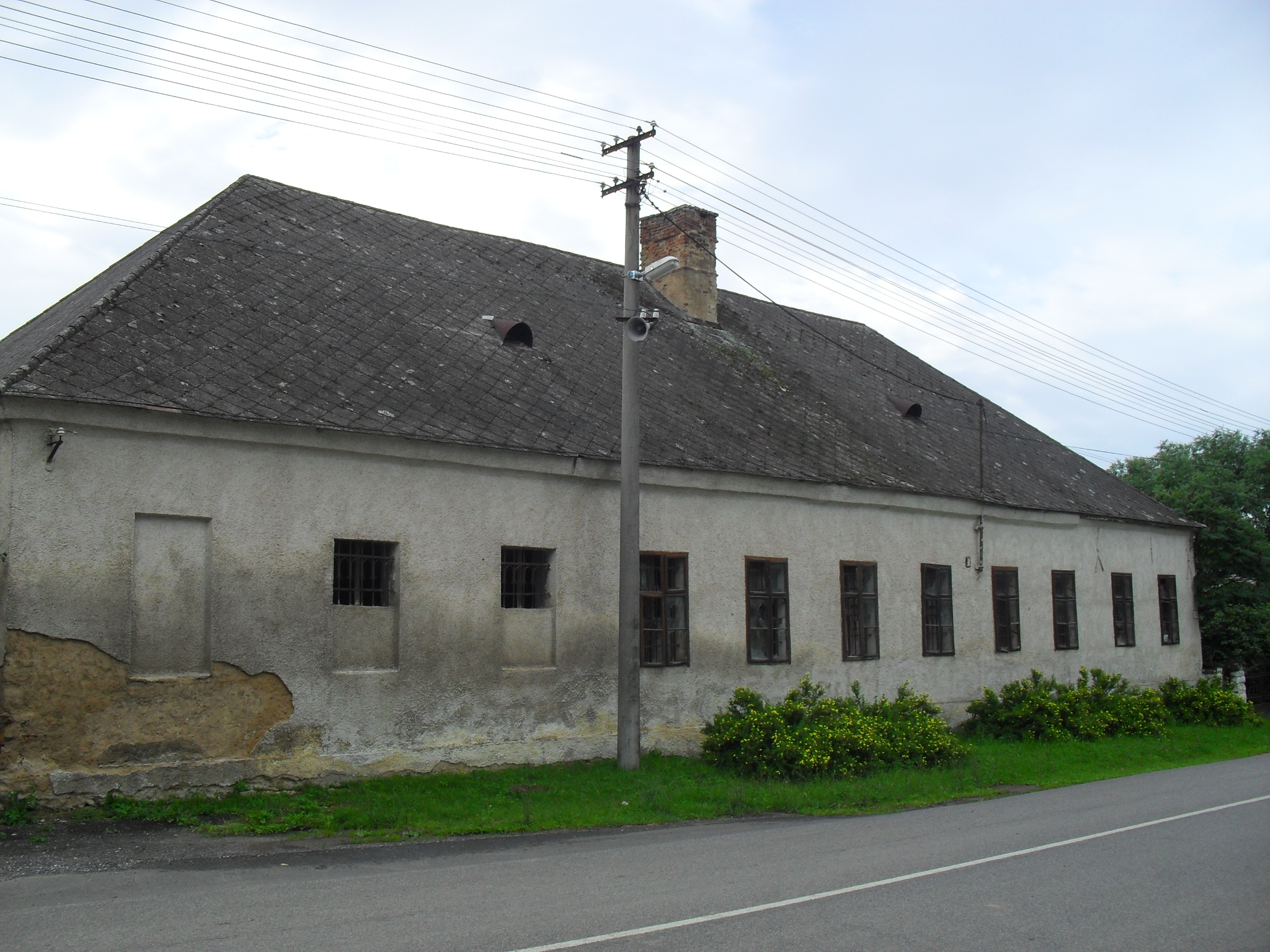